# 진도 남도진성
진도 남도진성 (珍島 南桃鎭城)은 대한민국 전라남도 진도군 임회면에 있는 삼국시대의 성곽이다. 1964년 6월 10일 대한민국의 사적 제127호로 지정되었다.

## 개요
남도진성은 현재 남동마을을 감싸고 있는 평탄한 대지 위에 돌로 축조된 성이다.
조선 초기에 왜구가 해안을 자주 침범하여 해안과 섬 지방에 성을 쌓고 수군을 파견하였다. 당시 이 곳의 지명이 '남도포'였으며 만호가 책임자로 파견되었기 때문에 '남도포수군만호진성'이라 하였다. 기록에 의하면 남도포에 만호가 처음 생긴 것은 조선 세종 20년(1438년) 정월의 일이다. 이로 미루어 보면 현재 남아있는 성은 세종 20년 이후에 쌓은 것으로 보아야 할 것이다.
성의 둘레는 610m, 높이 2.8m ~ 4.1m 에 이르며, 성문과 옹성 등도 형태가 뚜렸하다. 남도석성은 수군만호진성으로는 그 유적이 잘 남아있어 보존 가치가 매우 크다.

## 발굴조사
진도 남도석성 내 관아터 발굴조사는 남도석성 내 관아터 일부를 대상으로 유구의 존재 유무와 성격 및 잔존상태를 확인하기 위한 목적으로 2010년 6월 22일부터 2011년 2월 14일까지 동신대학교문화박물관에 의해 발굴조사되었다.
남도포진은 1438년(세종 20년)에 만호진으로 설치되었으며 성은 1491년(성종 22년) ~ 1498년 (연산군 5년) 사이에 축성되었을 것으로 추정된다. 그리고 1759년(여지도서 출간) 이전 어느 시점엔가 현재의 위치로 이건된 것으로 보인다.
본 조사는 관아터였을 것으로 추정되는 성 내 6개 필지를 대상으로 실시한 것으로 조사결과 확인된 유구는 배수로와 우물, 석열, 그리고 근대 가옥터 등이다. 조사중 기와편(차륜문, 청해 파문, 횡선문, 집선문 등), 백자편, 옹기편, 동전(상평통보) 등이 출토되었다.

## 같이 보기
- 진도 남동리 쌍운교 및 단운교 - 전라남도 문화재자료 제215호

## 참고 자료
- 진도 남도진성 - 국가유산청 국가유산포털